# Genilac
Genilac là một commune trong tỉnh Loire miền trung nước Pháp.